# Жофроа дьо Вилардуен
Жофроа дьо Вилардуен (ст.фр. Geoffroi de Villehardouin/Ville-Hardouin) е едър френски феодал, сеньор на Вилардуен, маршал на Шампан (1185 – 1202), маршал на Латинска Романия от 1204 г., един от ръководителите на Четвъртия кръстоносен поход, автор на хрониката „Завладяването на Константинопол“, син на Вилен дьо Вилардуен (ок. 1115 – ок. 1170) и Дамерун (ок. 1120 – след 1183), чичо на Жофроа I дьо Вилардуен – княз на Ахейското княжество.

## Биография
Жофроа дьо Вилардуен е петият от общо шест синове на Вилен дьо Вилардуен, починал между 1145 и 1170 г. Дарствени документи на фамилията Вилардуен показват, че бъдещият историк е роден около 1148 – 1150 г. Замъкът Вилардуен, който наследява Жофроа, се намира в областта Шампан. За първи път името на Жофроа се споменава в документ от 1172 г. като рицар и васал на графа на Шампан. Като сеньор на Вилардуен Жофроа е васал на графа на Бриен. Освен фамилния замък и неговата околност, той наследява и редица други владения, в това число и сеньорията Вили, разположена на юг от Троа. Като сеньор на Вили Жофроа е пряк васал и на графа на Шампан. В резултат на своя втори брак Жофроа става и сеньор на Лезин в бургундското графство Тонер.
След 1172 г. е на служба в двора на графа на Шампан. През 1185 г. графиня Мария, регентка на малолетния граф Анри II, назначава Жофроа за маршал на Шампан. Две години по-късно Анри II навършва пълнолетие, като Жофроа запазва длъжността си.
През 1190 г. Жофроа последва Анри II и взема участие в Третия кръстоносен поход, по време на който участва в обсадата на Акра. На 24 ноември 1190 г. излиза извън лагера заедно с други рицари и е пленен от сарацините. В Шампан се завръща през 1194 г.
В Шампан отново заема длъжност в съвета на графиня Мари, която отново е регент, този път на Тибо III Шампански, тъй като Анри II остава в Палестина и през 1192 г. става крал на Йерусалимското кралство. През април 1198 г. Жофроа присъства на тържествената церемония, на която Тибо III полага клетва за вярност към френския крал Филип Огюст. На 28 ноември 1199 г. в замъка Екри, граф Тибо III и неговите васали приемат кръста и стават кръстоносци.
По време на Четвъртия кръстоносен поход Жофроа дьо Вилардуен играе важна роля. Той е един от шестимата рицари, избрани от съвета на бароните в Соасон да водят преговори с Венецианската република за превоза на кръстоносните войски през Средиземно море. След смъртта на граф Тибо III, избран първоначално за ръководител на похода, в 1201 г., Жофроа отново е в състава на рицарска мисия в Бургундия, със задача да убедят граф Одо III да оглави похода. След несполуката на тази мисия, по време на следващия баронски съвет в Соасон, Жофроа предлага за ръководител на похода маркиз Бонифаций Монфератски. Жофроа взема участие и в превземането на Зара през ноември 1202 г. и в преговорите с Алексий IV Ангел през януари 1203 г.
По време на щурма на Константинопол на 17 юли 1204 г., Жофроа командва един от отрядите, охраняващи лагера на кръстоносците.
След завладяването на византийската столица и избирането на Балдуин I Фландърски за император на Латинската империя, Жофроа отговаря за охраната на Константинопол при отсъствието на основните войски. Изпълнява и редица дипломатически мисии, в т.ч. и при разрешаване на конфликта между Балдуин и Бонифаций Монфератски по повод разпределението на новозавоюваните територии. При разпределянето на империята Жофроа получава във владение земите около устието на река Марица, в района на Макри и Траянопол. В края на 1204 г. получава титлата маршал на Романия, след което се именува като „маршал на Романия и Шампан“ и става един от главните сановници на императорския двор.
През пролетта на 1205 г. участва в похода на император Балдуин срещу българите и в битката при Одрин, по време на която кръстоносците са разбити, а самият император – пленен. Жофроа съумява да събере остатъците от кръстоносната армия и да я преведе до Родосто, където на помощ идва армията на брата на Балдуин – Анри д’Ено. През 1206 и 1207 г. участва във военните походи на кръстоносците против българите в Тракия и против византийците в Мала Азия. През август 1207 г. получава от император Анри като владение Мосинопол.
През 1208 г. е сред участниците в битката при Пловдив на 31 юли, в която латинците нанасят поражение на войската на цар Борил. Последните известия за Жофроа са от 11 декември 1212 г. в официален документ, съставен в Халмирос, уреждащ отношенията между епископа на Гардики и ордена на хоспиталиерите. Жофроа дьо Вилардуен е подписал документа като свидетел заедно с Конон дьо Бетюн и Милон льо Бребан. Жофроа умира в периода между 1212 и 1218 г. През 1218 г. неговият син Ерар потвърждава направени дарения от баща му, който вече не е между живите, в полза на манастира Нотр Дам в Троа.

## Хрониката „Завладяването на Константинопол“
Жофроа Дьо Вилардуен е автор на най-известната и авторитетна хроника за Четвъртия кръстоносен поход. Тя обхваща периода от началото на 1198 г. – първите проповеди на Фулк от Ньойи до септември 1207 г. – смъртта на Бонифаций Монфератски.
Съчинението на Вилардуен е достигнало до наши дни в шест ръкописа, един от които е собственост на Бодлианската библиотека в Оксфорд, а останалите пет се съхраняват в Националната библиотека в Париж.
Хрониката е издадена за първи път през 1572 г. във Венеция по нареждане на Съвета на десетте.
„Завладяването на Константинопол“ има три издания на български:
- „Завладяването на Цариград“, София, поредица „Българска историческа библиотека“, под ред. на Стр. Славчев, 1947.
- „Завладяването на Константинопол“, София, Издателство: Наука и изкуство, 1985.
- „Завладяването на Константинопол“. София, Издателство: БАН Марин Дринов, 2000.